# Chocolat (pel·lícula de 2000)
Chocolat és una pel·lícula britànico-estatunidenca dirigida per Lasse Hallström, estrenada el 2000 i doblada al català. La pel·lícula ha estat rodada a Flavigny-sur-Ozerain.

## Argument
Lansquenet és un petit poble al cor de França on la vida s'escola, tranquil·la i immutable des de fa segles. L'arribada d'una misteriosa jove dona, Vianne Rocher, i de la seva filla Anouk ho trastornarà tot.
A la seva confiteria, Vianne proposa irresistibles llaminadures. Sembla posseir el do d'endevinar els desigs amagats dels seus clients i de satisfer-los amb receptes de les quals té el secret.
Molts s'abandonen al seu encant i sucumbeixen a les seves delícies ensucrades. Les fabuloses xocolates de Vianne no es conformen a encantar les papil·les, cuiden les esperances perdudes i desperten dels sentiments inesperats als cors. Tot això no és de gust de l'aristocràtic comte de Reynaud, convençut que les meravelloses xocolates de Vianne amenacen l'ordre i la moralitat i sembraran la revolució a la vila.
A través de les dissensions que neixen entre Vianne i el comte, el poble es reparteix aviat entre els que volen conservar el seu estil de vida ancestral i els que tenen set de plaer i de llibertat.

## Repartiment
- Juliette Binoche: Vianne Rocher
- Johnny Depp: Roux
- Victoire Thivisol: Anouk Rocher
- Lena Olin: Josephine Muscat
- Judi Dench: Armande Voizin
- Alfred Molina: Comte de Reynaud
- Carrie-Anne Moss: Caroline Clairmont
- Peter Stormare: Serge Muscat
- Leslie Caron: Madame Audel

## Nominacions[calcitació]
- Oscar a la millor actriu (Juliette Binoche)
- Oscar a la millor pel·lícula
- Oscar a la millor banda sonora (Rachel Portman)
- Oscar al millor guió adaptat (Robert Nelson Jacobs)
- Oscar a la millor actriu secundària (Judi Dench)
- BAFTA a la millor actriu (Juliette Binoche)
- BAFTA a la millor fotografia (Roger Pratt)
- BAFTA al millor vestuari (Renee Ehrlich Kalfus)
- BAFTA al millor maquillatge i perruqueria (Naomi Donne)
- BAFTA al millor disseny de producció (David Gropman)
- BAFTA al millor guió (Robert Nelson Jacobs)
- BAFTA a la millor actriu secundària per (Judi Dench)
- BAFTA a la millor actriu secundària per (Lena Olin)
- Globus d'Or a la millor actriu musical o còmica per (Juliette Binoche)
- Globus d'Or a la millor banda sonora original (Rachel Portman)
- Globus d'Or a la millor pel·lícula musical o còmica
- Globus d'Or a la millor actriu secundària